# Градище (Крупник)
Вижте пояснителната страница за други значения на Градище.
Градище е късноантична и средновековна крепост намираща се над село Крупник, община Симитли, България. В 1965 година крепостта е обявена за паметник на културата.

## История
Крепостта е разположена на конусообразно възвишение в Крупнишката планина, на 2 km по права линия югозападно от центъра на Крупник, и е контролирала входа на Кресненския пролом. Тя има елипсовидна форма с размери 40 на 60 m. По ръба на възвишението личат останките от крепостния зид, широк повече от 1 m. На източната страна има останки от кула, отбраняваща най-достъпния сектор на крепостта. Следи от градеж има и под крепостния хълм. Личат останки от водопровод от глинени тръби.
Открит е и късноантичен път в местностите Строманов рид и Пробученик, в отсечката между селото и крепостта, застлан с ломени камъни с гладка лицева повърхност и с по-големи камъни по краищата. Има ширина 2.5 m. Останките на пътя са запазени на 500- 600 m с известни прекъсвания.
В крепостта е изграден параклисът „Свети Илия“ с камъни от крепостта.